# شهرستان توپ
شهرستان توپ (قرقیزی:Түп району، تۉپ رايونۇ)(به روسی: Тюпский район) یک شهرستان از استان ایسیق‌کول است که در شمال‌شرقی قرقیزستان واقع شده‌است. این شهرستان در شمال شرق دریاچهٔ ایسیق‌کول و دارای مساحت ۲٬۱۲۱ کیلومترمربع (۸۱۹ مایل مربع) می‌باشد. مرکز این شهرستان شهر توپ است.

## خصوصیات
شهرستان توپ بر اساس آمار سال ۲۰۰۹، مشتمل بر ۳۷ منطقهٔ مسکونی است و دارای ۵۸٬۷۸۶ نفر جمعیت است.